# Ayan
Ayan fou una paraula àrab utilitzada per designar als notables durant el califat i alguns règims musulmans posteriors. És el plural de la paraula ayn.
Sota els otomans el nom designava als habitants més importants d'un barri o districte; al segle xviii s'aplicava als personatges que havien tingut anteriorment influència política i havien gaudit d'un càrrec oficial. Generalment dominaven el districte al que tenien les seves terres i eren personatges molt influents a mesura que el poder del govern i el sultà minvaven.
A la guerra del 1767 al 1774 els ayan van ser cridats a aportar recursos i reclutes i foren designats representants del poble davant el govern; reberen el nomenament d'ayanalik buyurultsu que els donaven els governadors però com que es van cometre abusos el 1779 el nomenament el va començar a fer el gran visir.
Foren abolits el 1786 però en esclatar la guerra el 1787 el govern els va tornar a necessitar i els va restablir el 1790. Alguns van arribar a dominar als seus districtes com a verdaders sobirans encara que en temps de guerra aportaven soldats al sultà. El més notables foren Paswan Oghlu (no era un ayan sinó fill de l'ayan Bayrakdar Mustafa Paixà) i Ismail Bey de Serres (Serez).
Foren eliminats per Mahmut II en 1831 després que els geníssers foren abolits i substituïts per eshkindiyan, un cos de soldats d'elit professionals, i provocant la revolta bosniana.